# Adam Bowden
Adam Bowden (Watford, 5 de agosto de 1982) es un deportista británico que compitió en triatlón. Ganó una medalla de plata en el Campeonato Europeo de Ironman 70.3 de 2018.

## Palmarés internacional
| Campeonato Europeo | Campeonato Europeo  | Campeonato Europeo | Campeonato Europeo |
| Año                | Lugar               | Medalla            | Prueba             |
| ------------------ | ------------------- | ------------------ | ------------------ |
| 2018               | Elsinor (Dinamarca) | Medalla de plata   | Individual         |